# حمام یعقوبیه
حمام یعقوبیه مربوط به دوره قاجار است و در اردبیل، خیابان دستغیب، روبروی پل یعقوبیه واقع شده و این اثر در تاریخ ۱ مهر ۱۳۸۲ با شمارهٔ ثبت ۱۰۳۴۸ به‌عنوان یکی از آثار ملی ایران به ثبت رسیده است.